# Landesvermessung

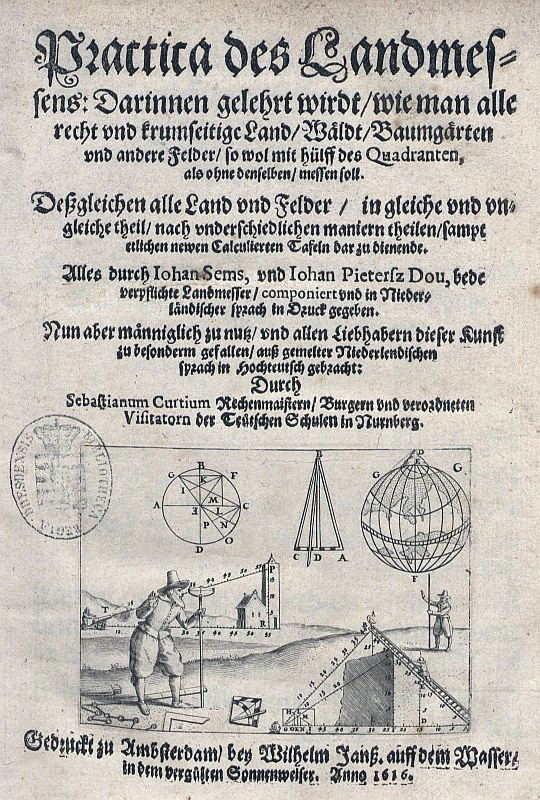
Titelseite eines Buches über Landvermessung von 1616

Die Landesvermessung als Teilbereich der Geodäsie beschäftigt sich mit der Grundlagenvermessung eines Staates bzw. Landes. Thematisch ist sie umfassender als die Landvermessung oder die Katastervermessung, bei der Flurstücksgrenzen vermessen werden. Die Landesvermessung ergibt sich aus gesetzlich verankerten Pflichten von Gebietskörperschaften.

## Aufgaben

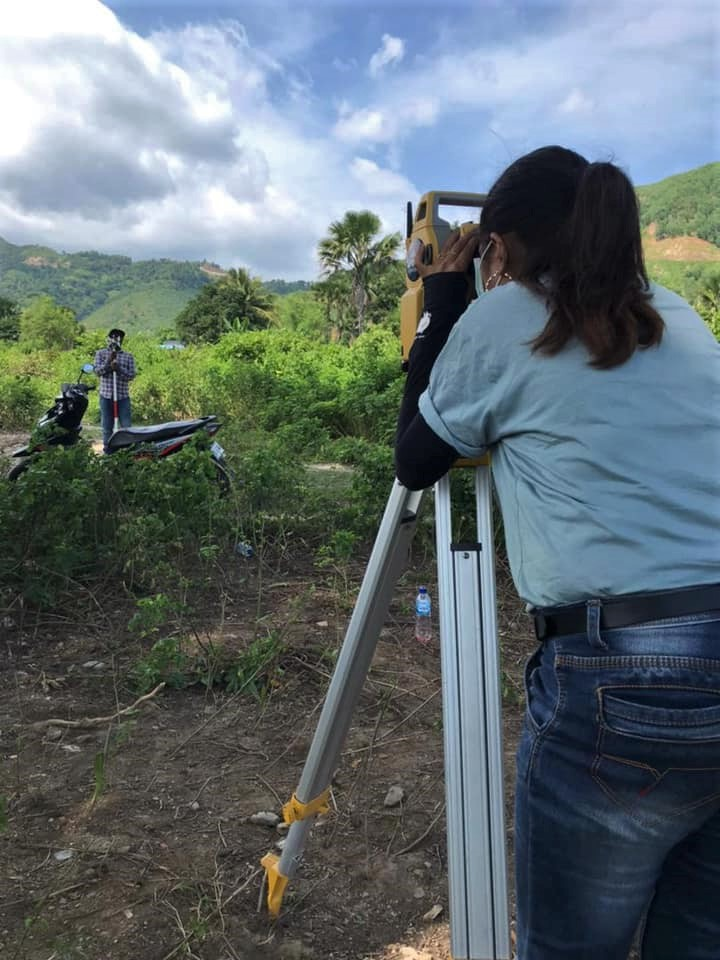
Landvermesser in Osttimor (2022)

In Abhängigkeit von der Position innerhalb einer administrativen Verwaltungsgliederung müssen Gebietskörperschaften
1. ihren geodätischen Raumbezug sichern, z. B. durch in der Örtlichkeit vermarkte Festpunkte oder durch die Unterhaltung eines satellitengestützten Positionierungsdienstes,
2. die Geländeformen und die sichtbaren Gegenstände und Sachverhalte an der Erdoberfläche erfassen (Topografie) und
3. diese signaturenbasiert und systematisch in den grundlegenden Landkarten und topografischen Landeskartenwerken darstellen.

Seit den 1980er Jahren kommt die Aufgabe hinzu, die Basisdaten der Landesvermessung objektbasiert in einem Geoinformationssystem bereitzustellen. Damit werden moderne Anforderungen bezüglich der Aktualität der Daten und Datenbanken besser erfüllt. Je nach gesetzlicher Regelung können eine oder mehrere dieser Aufgaben abgegeben werden.  Einzelheiten regeln Geodateninfrastrukturgesetze (GDIG), sowie Geoinformations- und Vermessungsgesetze (GeoVermG).

## Bedeutung von Landes- und Geoinformation
Geoinformationen sind wirtschaftlich und militärisch bedeutend, wie es z. B. schon 1894 in Otto Luegers Lexikon der gesamten Technik und ihrer Hilfswissenschaften, formuliert wurde:
„In jedem Kulturstaate ist für staatswissenschaftliche, militärische, technische und wissenschaftliche Zwecke, wie die Sicherung des Grundeigentums, Statistik, Grundsteuererhebung, Truppenübungen, Landesverteidigung, Land- und Forstwirtschaft, Bergbau, Industrie, Verkehr, Strassen-, Eisenbahn-, Strom- und Kanalbau, wissenschaftliche Untersuchungen (Geologie, Geophysik) usw. die Beschaffung einer exakten Landesvermessung erforderlich. Dieselbe soll, den genannten Zwecken entsprechend, derart beschaffen sein, dass sie, soweit das technisch möglich ist, alle im öffentlichen Interesse erforderlichen geodätischen Unterlagen unmittelbar zu liefern vermag und besondere Vermessungen nicht notwendig oder doch möglichst eingeschränkt werden. Die für den öffentlichen Gebrauch bestimmten Ergebnisse einer Landvermessung sind zuverlässige Karten.“
Im 18. bis 20. Jahrhundert hatten zunächst die militärischen Ingenieurgeographen (Ingenieuroffiziere) den wichtigsten Anteil an der Erstellung von Kartenwerken, was aber später zunehmend auf zivil-amtliche Geodäten, Karto- und Topografen überging. Seit dem 20. Jahrhundert sind auch privatwirtschaftliche Initiativen (Kartenverlage, Verkehr, Raumplanung, GIS-Dienste usw.) wesentlich an Karten- und Datendiensten beteiligt.

## Ausführung

### Grundlagenvermessung
Historische Entwicklung (in Stichworten):
- klassische Landesvermessung: Triangulation, Netzausbreitung, Fundamentalpunkte am Referenzellipsoid; Nivellement und Basismessung
- 19./20. Jahrhundert: dichtere Vermessungsnetze, beginnende Ausgleichsrechnung für das Netz erster Ordnung, Lotabweichungs- und Schweregrundnetz, Präzisionsnivellement, internationale Erdmessung
- seit ~1935: geodätisches Datum (mathematisch definiert), Punkteinschaltung (Photogrammetrie und Einschaltpunkte), mittleres Erdellipsoid, zwischenstaatliche Koordinatentransformation im Grenzgebiet, ZEN- und Europanetz, NAD etc., astro-geodätische Netzausgleichung, internationale Kooperation in Assoziationen wie IUGG und IAG
- seit ~1965: Satellitengeodäsie und -Triangulation, Europanetz-Weiterentwicklung ED50 → ED77 und ED79, relative und absolute Lotabweichungen, Doppler-Ortung, GPS, Offshore- und Meeresgeodäsie, GPS-Levelling, geodynamische Test- und Kontrollnetze, cm-genaue Geoidbestimmung, VLBI und Satellitenaltimetrie.

### Topografische Karten
Die topografischen Landeskartenwerke werden meistens in einer Maßstabsreihe mit den Maßstäben 1:10.000, 1:25.000, 1:50.000, 1:100.000, 1:200.000 (z. B. russisches Kartenwerk), 1:250.000 und 1:500.000, teilweise auch in verschiedenen Ausgaben mit unterschiedlichen Inhalten (z. B. mit/ohne Straßenaufdruck, nur Gelände mit Gewässern), geführt.
Topografische Karten, besonders in den Maßstäben 1:25.000 und 1:50.000, sind  im Buchhandel erhältlich. Sie sind Grundlage weiterer Karten von Verlagen oder von Institutionen der Geowissenschaften.
Die Daten aus der Vermessung stehen den Vermessungsbefugten (Ämter, ÖbVI, Zivilingenieure) zur Verfügung – als Datenbank oder Punktkarten des Vermessungsnetzes. Solche Netze werden seit Gauß und Bessel (ostpreußische Gradmessung) terrestrisch, heute auch mit GPS gemessen. Als Netz erster Ordnung bis fünfter Ordnung haben die Festpunkte Distanzen von 30–50 km bis herab zu etwa 500 m.
In Deutschland gehört die Landesvermessung in die Gesetzgebungszuständigkeit der Bundesländer und wird von den Landesvermessungsbehörden (Landesvermessungsamt) wahrgenommen. In anderen Staaten ist meist eine gesamtstaatliche Behörde verantwortlich – in Österreich das Bundesamt für Eich- und Vermessungswesen, in der Schweiz Swisstopo (siehe auch Amtliche Vermessung (Schweiz)).

### Neogeographie
Hochauflösende Senkrechtaufnahmen der Erdoberfläche (Luftbilder) werden durch die staatlichen Vermessungsbehörden erstellt, für kartografische Aufgaben genutzt und verbreitet. Sie dienen u. a. als Planungsgrundlage (z. B. im Straßenbau und in der Land- und Forstwirtschaft), zur Altlastenermittlung, zur Zeitdokumentation als Zeitreihe oder zur Bestimmung von Geländeformen und -höhen über stereoskopische Auswertung.
Neben den amtlichen Kartendaten der Länder existiert seit Mitte 2004 das Projekt OpenStreetMap als eine weitere, kollaborative Form der Erhebung geografischer Daten. Dabei spenden Freiwillige die aus Luftbildern oder selbst erstellten GPS-Spuren abgeleiteten Vektordaten an ein international organisiertes Projekt. In vielen städtischen Regionen ist dadurch ein detailreicheres Kartenbild entstanden, als es die TK 1:25.000 der Länder wiedergibt. Demgegenüber sieht es im ländlichen Raum oft schlecht aus, hier ist die Anzahl der Mithelfer geringer. Durch die Open-Data-Initiative besteht seit jüngerer Zeit in manchen Regionen auch eine gewisse Form der Zusammenarbeit mit den Landesbehörden. Bei der Erstellung freier topografischer Karten werden meist Höhendaten der NASA hinzugezogen.